# Campeonato Sub-17 de la AFC 2004
El Campeonato Sub-17 de la AFC de 2004 se llevó a cabo en Japón del 4 al 18 de septiembre y contó con la participación de 16 selecciones infantiles de Asia provenientes de una fase eliminatoria.
China venció en la final a Corea del Norte para conseguir su segundo título de la categoría.

## Participantes
| - Bangladés - China - India - Irán | - Irak - Corea del Norte - Corea del Sur - Kuwait | - Laos - Malasia - Omán - Catar | - Tailandia - Uzbekistán - Vietnam - Japón (anfitrión) |

## Fase de grupos

### Grupo A
| País            | Pts | J | G | E | P | GF | GC | GD |
| --------------- | --- | - | - | - | - | -- | -- | -- |
| China           | 6   | 3 | 2 | 0 | 1 | 5  | 5  | 0  |
| Corea del Norte | 4   | 3 | 1 | 1 | 1 | 5  | 3  | +2 |
| Japón           | 4   | 3 | 1 | 1 | 1 | 4  | 3  | +1 |
| Tailandia       | 3   | 3 | 1 | 0 | 2 | 4  | 7  | −3 |

| Equipo 1        | Resultado | Equipo 2        |
| --------------- | --------- | --------------- |
| Japón           | 0-0       | Corea del Norte |
| Tailandia       | 1-2       | China           |
| Japón           | 1-2       | Tailandia       |
| China           | 2-1       | Corea del Norte |
| Corea del Norte | 4-1       | Tailandia       |
| China           | 1-3       | Japón           |

### Grupo B
| País          | Pts | J | G | E | P | GF | GC | GD  |
| ------------- | --- | - | - | - | - | -- | -- | --- |
| Corea del Sur | 9   | 3 | 3 | 0 | 0 | 12 | 0  | +12 |
| Omán          | 6   | 3 | 2 | 0 | 1 | 4  | 4  | 0   |
| Laos          | 3   | 3 | 1 | 0 | 2 | 2  | 11 | −9  |
| Vietnam       | 0   | 3 | 0 | 0 | 3 | 2  | 5  | −3  |

| Equipo 1      | Resultado | Equipo 2      |
| ------------- | --------- | ------------- |
| Corea del Sur | 3-0       | Omán          |
| Vietnam       | 1-2       | Laos          |
| Laos          | 0-8       | Corea del Sur |
| Vietnam       | 1-2       | Omán          |
| Corea del Sur | 1-0       | Vietnam       |
| Omán          | 2-0       | Laos          |

### Grupo C
| País    | Pts | J | G | E | P | GF | GC | GD |
| ------- | --- | - | - | - | - | -- | -- | -- |
| Irán    | 9   | 3 | 3 | 0 | 0 | 9  | 1  | +8 |
| Kuwait  | 4   | 3 | 1 | 1 | 1 | 3  | 4  | −1 |
| India   | 3   | 3 | 1 | 0 | 2 | 3  | 4  | −1 |
| Malasia | 1   | 3 | 0 | 1 | 2 | 1  | 7  | −6 |

| Equipo 1 | Resultado | Equipo 2 |
| -------- | --------- | -------- |
| India    | 0-1       | Irán     |
| Malasia  | 0-0       | Kuwait   |
| Irán     | 5-0       | Malasia  |
| Kuwait   | 2-1       | India    |
| India    | 2-1       | Malasia  |
| Irán     | 3-1       | Kuwait   |

### Grupo D
| País       | Pts | J | G | E | P | GF | GC | GD |
| ---------- | --- | - | - | - | - | -- | -- | -- |
| Catar      | 7   | 3 | 2 | 1 | 0 | 9  | 3  | +6 |
| Irak       | 6   | 3 | 2 | 0 | 1 | 7  | 3  | +4 |
| Uzbekistán | 2   | 3 | 0 | 2 | 1 | 4  | 7  | −3 |
| Bangladés  | 1   | 3 | 0 | 1 | 2 | 3  | 10 | −7 |

| Equipo 1   | Resultado | Equipo 2   |
| ---------- | --------- | ---------- |
| Uzbekistán | 1-1       | Bangladés  |
| Catar      | 1-0       | Irak       |
| Irak       | 4-1       | Uzbekistán |
| Bangladés  | 1-6       | Catar      |
| Catar      | 2-2       | Uzbekistán |
| Irak       | 3-1       | Bangladés  |

## Fase final
|  | Cuartos de final | Cuartos de final |                 |                       | Semifinales      | Semifinales      |  |       | Final            | Final            |  |
|  | 12 de septiembre | 12 de septiembre |                 |                       | 15 de septiembre | 15 de septiembre |  |       | 18 de septiembre | 18 de septiembre |  |
|  |                  |                  |                 |                       |                  |                  |  |       |                  |                  |  |
|  |                  |                  |                 |                       |                  |                  |  |       |                  |                  |  |
|  | China            | 1                |                 |                       |                  |                  |  |       |                  |                  |  |
|  | China            | 1                |                 |                       |                  |                  |  |       |                  |                  |  |
|  | Omán             | 0                |                 |                       |                  |                  |  |       |                  |                  |  |
|  | Omán             | 0                |                 | China                 | 3                |                  |  |       |                  |                  |  |
|  |                  |                  |                 | China                 | 3                |                  |  |       |                  |                  |  |
|  |                  |                  | Irán            | 0                     |                  |                  |  |       |                  |                  |  |
|  | Irán             | 3                | Irán            | 0                     |                  |                  |  |       |                  |                  |  |
|  | Irán             | 3                |                 |                       |                  |                  |  |       |                  |                  |  |
|  | Irak             | 0                |                 |                       |                  |                  |  |       |                  |                  |  |
|  | Irak             | 0                |                 |                       |                  |                  |  | China | 1                |                  |  |
|  |                  |                  |                 |                       |                  |                  |  | China | 1                |                  |  |
|  |                  |                  | Corea del Norte | 0                     |                  |                  |  |       |                  |                  |  |
|  | Corea del Sur    | 0                | Corea del Norte | 0                     |                  |                  |  |       |                  |                  |  |
|  | Corea del Sur    | 0                |                 |                       |                  |                  |  |       |                  |                  |  |
|  | Corea del Norte  | 1                |                 |                       |                  |                  |  |       |                  |                  |  |
|  | Corea del Norte  | 1                |                 | Corea del Norte (PSO) | 0 (7)            |                  |  |       |                  |                  |  |
|  |                  |                  |                 | Corea del Norte (PSO) | 0 (7)            |                  |  |       |                  |                  |  |
|  |                  |                  | Catar           | 0 (6)                 |                  |                  |  |       |                  |                  |  |
|  | Qatar            | 4                | Catar           | 0 (6)                 |                  |                  |  |       |                  |                  |  |
|  | Qatar            | 4                |                 |                       |                  |                  |  |       |                  |                  |  |
|  | Kuwait           | 3                |                 |                       |                  |                  |  |       |                  |                  |  |
|  | Kuwait           | 3                |                 |                       |                  |                  |  |       |                  |                  |  |
|  |                  |                  |                 |                       |                  |                  |  |       |                  |                  |  |

### Tercer lugar
| Equipo 1 | Resultado | Equipo 2 |
| -------- | --------- | -------- |
| Irán     | 1-2       | Catar    |

## Campeón
| Campeonato Sub-17 de la AFC 2004      |
| ------------------------------------- |
| Bandera de la República Popular China |
| China 2º Título                       |

## Clasificados al Mundial Sub-17
| - China | - Corea del Norte | - Catar |